# Evangelische Darlehnsgenossenschaft

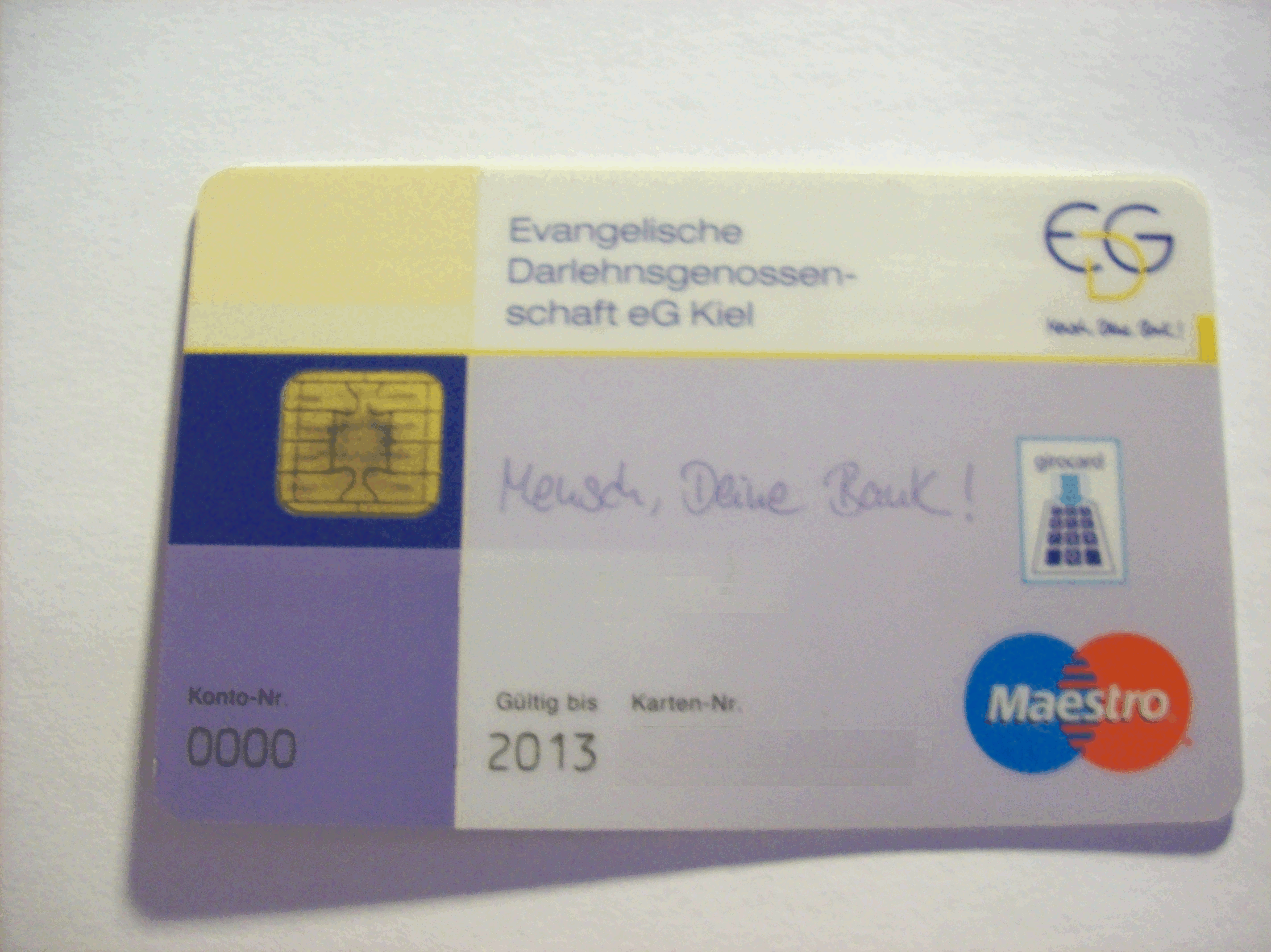
Girocard der Bank

Die Evangelische Darlehnsgenossenschaft eG (EDG) war eine genossenschaftlich organisierte evangelische Universalbank mit Sitz in Kiel. Anteilseigner waren Institutionen und Privatpersonen aus dem kirchlich-diakonischen bzw. sozialen Bereich. Sie war Mitglied im genossenschaftlichen Finanzverbund.
Die Generalversammlung der EDG beschloss am 27. Juni 2014 rückwirkend zum 1. Januar 2014 die Übertragung des Bankgeschäftes auf die Evangelische Kreditgenossenschaft, die nun als Evangelische Bank eG firmiert. Alle anderen Bereiche verblieben in der nun umfirmierten EDG Beteiligungsgenossenschaft eG, die nun Anteilseignerin der Evangelischen Bank eG ist.

## Geschäftsausrichtung und Geschäftserfolg
Die EDG folgte dem Auftrag der wirtschaftlichen Förderung der sozialen Arbeit der kirchlichen und diakonisch-caritativen Institutionen und Einrichtungen. Zur Kernzielgruppe der Bank gehörten die verfassten Kirchen, Diakonie, Caritas, Mitglieder der Freien Wohlfahrtspflege, private Träger sowie diesen Institutionen nahestehende Privatpersonen. Die EDG war daher eine Spezialbank im kirchlich-diakonischen und caritativen Umfeld.
Zu ihrem Leistungsschwerpunkt gehörten unter anderem Krankenhausfinanzierung, die Finanzierung von stationären Einrichtungen der Alten- und Behindertenpflege, der Finanzierung von Kindertagesstätten und Kindergärten sowie von weiteren kirchlichen oder sozialen Einrichtungen.
Um ihren Auftrag zu vervollständigen, hatte die EDG ihr Leistungsspektrum um Dienstleistungen rund um Sozialimmobilien inkl. Immobilienleasing, Mobilienleasing sowie Beschaffungskonzepte durch die Gründung mehrerer Tochtergesellschaften erweitert: Die EDG Immobilien GmbH übernimmt die Steuerung, Planung und Begleitung von Investitionsvorhaben mit besonderer Expertise im Bereich Kirchen- und Sozialimmobilie. Die EDG Leasing GmbH bietet Leasinglösungen mit Schwerpunkt Mobilienleasing und Mietkauf insbesondere für den diakonisch-medizinischen Bereich an. Die 1984 gegründete Handelsgesellschaft für Kirche und Diakonie mbH (HKD) bietet Dienstleistungen auf dem Gebiet Einkauf und Beschaffung für Kirchen und soziale Einrichtungen mit den Schwerpunkten Energie, Telekommunikation, Automobil, Technik und Büro an.
Privatpersonen, die den Kirchen und kirchlichen Gemeinschaften und/oder den sozialen Einrichtungen nahestanden, bot die Evangelische Darlehnsgenossenschaft alle Dienstleistungen einer Universalbank von der Anlageberatung, Vorsorge bis hin zum Konsumentenkredit und Baufinanzierung an. Neben ihren beiden Geschäftsstellen in Kiel und Berlin betreute die EDG ihre Kunden mit den Instrumenten einer Direktbank.

## Geschichte
Bereits 1952 wurde erste Überlegungen angestellt, eine Bank für Kirche und Diakonie für Schleswig-Holstein und Hamburg zu gründen. Hintergrund dieser Überlegungen war der deutliche Darlehensbedarf, der für die Behebung dringender baulicher Notstände, die infolge von Zerstörung im Zweiten Weltkrieg sowie durch Zuzug entstanden waren. Nach einem jahrelangen innerkirchlichen Diskussionsprozess gründeten die damalige Evangelisch-Lutherische Landeskirche Schleswig-Holstein, die damalige Evangelisch-Lutherische Kirche in Lübeck, die Propsteien Rendsburg, Segeberg, Stormarn und Südtondern, die Kirchengemeindeverbände Ottensen und Neumünster, die Kirchengemeinden Borby, Heide, Niebüll-Deezbüll, Segeberg und Wohltorf-Ohlstedt sowie der Landesverband der Inneren Mission in Schleswig-Holstein und die Evangelische Diakonissenanstalt Bethanien in Kropp die Evangelische Darlehnsgenossenschaft für Schleswig-Holstein und Hamburg am 9. Februar 1968 im Sitzungssaal des Landeskirchenamtes in Kiel.
Der Geschäftsbetrieb wurde am 1. Juli 1968 im Raiffeisenhaus in Kiel aufgenommen. Bereits im Laufe des Jahres 1968 wurde weitere Mitglieder aufgenommen, u. a. die Evangelische Kirche in Deutschland (EKD), das Diakonische Werk Stuttgart, die Landesarbeitsgemeinschaft der Freien Wohlfahrtsverbände Schleswig-Holstein sowie die Evangelisch-Freikirchliche Gemeinde Kiel. Damit erhielt die EDG die Zielgruppe, die sie bis zuletzt ansprach.
Das Privatkundengeschäft wurde 1976 in das Leistungsspektrum der Kirchenbank aufgenommen. Der Beirat der EDG, dessen Aufgabe ist es, dem Vorstand Anregungen und Empfehlungen zur Geschäftspolitik zu geben, wurde 1978 gegründet. 1980 erfolgte der Umzug in neue Geschäftsräume im Anwesen Sophienblatt 78. 1990 wurde die bereits seit Jahren bestehende Beziehung zum damaligen Bereich West der Evangelischen Kirche Berlin-Brandenburg, der Berlin (West) umfasste, durch Eröffnung einer eigenen Filiale vertieft. Die ersten Geschäftsräume waren im Konsistorium in der Bachstraße 1–2 angesiedelt, heute hat die Filiale ihren Sitz im Evangelischen Zentrum in Friedrichshain.
1997 erfolgte dann der Umzug der Kieler Hauptstelle in die neuen Räumlichkeiten in der Herzog-Friedrich-Straße 45 in der Kieler Vorstadt, in der sie bis zuletzt ihren Hauptsitz hatte.
Im Dezember 2013 wurden Pläne veröffentlicht, mit der Evangelischen Kreditgenossenschaft zu fusionieren. Am 27. Juni 2014 stimmte die Generalversammlung im Hamburger Michel der Übertragung des Bankgeschäftes auf die Evangelische Kreditgenossenschaft eG und die Umfirmierung der EDG auf EDG Beteiligungsgenossenschaft eG rückwirkend zum 1. Januar 2014 zu. Mit Eintragung in das Genossenschaftsregister wurde diese Übertragung, in der Pressekommunikation Fusion bezeichnet, wirksam.

## EDG Kiel-Stiftung
1997 wurde die Evangelische Darlehnsgenossenschaft Kiel-Stiftung (EDG Kiel-Stiftung) mit Sitz in Kiel gegründet. Stiftungszweck ist es, insbesondere Investitionen im kirchlichen diakonischen und caritativen Umfeld zu fördern. Voraussetzung hierfür ist es, dass anderweitige Möglichkeiten bereits ausgeschöpft sind.

## Töchter
- EDG Immobilien GmbH, Kiel
- EDG Leasing GmbH, Kiel
- Handelsgesellschaft für Kirche und Diakonie mbH (HKD), Kiel

## Trivia
- Traditionell wurde im Advent in der Kassenhalle der Hauptstelle in Kiel ein Wichernkranz als Adventskranz aufgestellt.
- Während der Finanzkrise 2008 berichtete die taz von der Behauptung einiger Vertreter der Evangelisch-Lutherischen Kirche in Oldenburg, die EDG habe ihr geraten, insgesamt 4,3 Millionen Euro bei der Bank Lehman Brothers zu investieren, die die Landeskirche nach der Insolvenz der Bank am 15. September 2008 habe abschreiben müssen.[8]
- In der EKD-Denkschrift Leitfaden für eine ethisch nachhaltige Geldanlage in der evangelischen Kirche wird der Evangelischen Darlehnsgenossenschaft, da Kirchenbank, eine besondere ethisch-nachhaltige Geschäftspolitik bescheinigt.[9] Im Februar 2014 unterzeichnete die Evangelische Darlehnsgenossenschaft die Prinzipien der Vereinten Nationen für nachhaltiges und verantwortungsvolles Investment (United Nations Principles for Responsible Investment, UN-PRI).[10]